# Juegos Paralímpicos de Tokio 1964
Los Juegos Paralímpicos de Tokio 1964 fue la segunda edición de los Juegos Paralímpicos y también la segunda edición de los Juegos Paralímpicos de Verano. Se llevaron a cabo en la ciudad de Tokio, Japón. Participaron 237 deportistas, siendo 165 varones y 72 mujeres, de 20 países. Se realizaron 144 eventos correspondientes a nueve deportes. Argentina fue el único país de habla hispana que participó en los mismos.

## Deportes
En atletismo, las carreras en silla de ruedas evento en la forma de un guion de 60 m se añade previamente el programa de atletismo había incluido sólo los acontecimientos sobre el terreno
| - Atletismo - Baloncesto en silla de ruedas - Dardos con arco - Esgrima en silla de ruedas - Halterofilia | - Natación - Snooker - Tenis de mesa - Tiro con arco |

## Países participantes
| - Argentina (ARG) - Australia (AUS) - Austria (AUT) - Bélgica (BEL) - Equipo Alemán Unificado (EUA) - Fiyi (FIJ) - Francia (FRA) | - Reino Unido (GBR) - Irlanda (IRL) - Israel (ISR) - Italia (ITA) - Japón (JPN) - Malta (MLT) | - Países Bajos (NED) - Rodesia (RHO) - Sudáfrica (RSA) - Suiza (SUI) - Suecia (SWE) - Estados Unidos (USA) |

## Medallero
| Núm. | País                          | Oro | Plata | Bronce | Total |
| ---- | ----------------------------- | --- | ----- | ------ | ----- |
| 1    | Estados Unidos (USA)          | 50  | 41    | 32     | 123   |
| 2    | Reino Unido (GBR)             | 18  | 23    | 20     | 61    |
| 3    | Italia (ITA)                  | 14  | 15    | 16     | 45    |
| 4    | Australia (AUS)               | 12  | 11    | 7      | 30    |
| 5    | Rodesia (RHO)                 | 10  | 5     | 2      | 17    |
| 6    | Sudáfrica (RSA)               | 8   | 8     | 3      | 19    |
| 7    | Israel (ISR)                  | 7   | 3     | 11     | 21    |
| 8    | Argentina (ARG)               | 6   | 15    | 16     | 37    |
| 9    | Equipo Alemán Unificado (EUA) | 5   | 2     | 5      | 12    |
| 10   | Países Bajos (NED)            | 4   | 6     | 4      | 14    |